# Dan Scanlon
Dan Scanlon (Michigan, 21 de junho de 1976) é um roteirista e diretor de cinema que trabalha para a Pixar Animation Studios. Formou-se com bacharelado de artes plásticas no Columbus College of Art and Design em 1998. É conhecido por ter participação na produção de filmes e curtas de grande sucesso da parceria da Disney-Pixar. Também dirigiu o filme Monsters University e dirigiu o filme Onward que estreou em 2020.